# Cubaanse nachthagedis
De Cubaanse nachthagedis (Cricosaura typica) is een hagedis uit de familie nachthagedissen (Xantusiidae). Het is de enige soort uit het monotypische geslacht Cricosaura. De soort werd voor het eerst wetenschappelijk beschreven door Juan Gundlach in 1863.

## Uiterlijke kenmerken
De Cubaanse nachthagedis heeft een onopvallende bruine kleur en is een kleinere soort die een lichaamslengte van zes tot acht centimeter bereikt. Het lichaam zelf is ongeveer drie tot vier centimeter en ongeveer de helft van het lichaam bestaat uit de staart. De poten zijn relatief klein. Tijdens de voortbeweging worden kronkelige bewegingen gemaakt met het lichaam en de staart. De Cubaanse nachthagedis verschilt van gelijkende soorten door de dubbele frontonasale schubben (voor de neus gelegen), een enkele frontale schub (aan het voorhoofd) en het ontbreken van pariëtale schubben.

## Verspreiding en habitat
De Cubaanse nachthagedis is endemisch op Cuba. De soort komt uitsluitend voor in de provincie Granma in het uiterste zuiden van het land. De hagedis is gevonden op een hoogte van zeeniveau tot 200 meter boven zeeniveau. Al in de jaren 70 werd de soort beschreven als een van de zeldzaamste hagedissen ter wereld. De hagedis leeft verborgen onder grote stenen en rotsblokken waar holletjes worden graven om in te rusten en te schuilen. Bij het graven worden zowel de poten als de kop gebruikt.
Door de internationale natuurbeschermingsorganisatie IUCN wordt de soort als mogelijk bedreigd beschouwd (Near Threatened of NT).

## Levenswijze
Op het menu staan kleine ongewervelden zoals insecten. De hagedis is vanwege zijn zeldzaamheid weinig onderzocht en er is nog niet alles bekend over de levenswijze. Uit waarnemingen van door dierentuinen gehouden exemplaren is bekend dat ze graag kleine krekels eten. De Cubaanse nachthagedis zet geen eieren af maar is eierlevendbarend (ovovivipaar).